# Apostolische Präfektur Aserbaidschan
Die Apostolische Präfektur Aserbaidschan (lat.: Apostolica Praefectura Bakuensis) ist eine in Aserbaidschan gelegene römisch-katholische Apostolische Präfektur mit Sitz in Baku.

## Geschichte
Die Mission sui juris Baku wurde am 11. Oktober 2000 aus Gebietsabtretungen der Apostolischen Administratur Kaukasien errichtet. Papst Johannes Paul II. besuchte im Mai 2002 die kleine katholische Gemeinde Aserbaidschans. Benedikt XVI. erhob am 4. August 2011 mit der Bulle De iuvandis die Mission sui juris zur Apostolischen Präfektur, die den Namen Apostolischen Präfektur Aserbaidschan erhielt. Der erste Apostolische Präfekt, Vladimir Fekete SDB, wurde im Dezember 2017 von Papst Franziskus in den Bischofsrang erhoben.

## Ordinarien

### Apostolische Superiore von Baku
- Jozef Dniel Pravda SDB (2000–2003)
- Ján Čapla SDB (2003–2009)
- Vladimir Fekete SDB (2009–2011)

### Apostolischer Präfekt von Aserbaidschan
- Vladimir Fekete SDB (seit 2011)

## Statistik
| Jahr                                 | Bevölkerung            | Bevölkerung            | Bevölkerung            | Priester               | Priester               | Priester               | Priester               | Ständige Diakone       | Ordensleute            | Ordensleute            | Pfarreien              |
| Jahr                                 | Katholiken             | Einwohner              | %                      | Gesamtanzahl           | Diözesanpriester       | Ordenspriester         | Katholiken je Priester | Ständige Diakone       | Ordensbrüder           | Ordensschwestern       | Pfarreien              |
| Mission sui juris Baku               | Mission sui juris Baku | Mission sui juris Baku | Mission sui juris Baku | Mission sui juris Baku | Mission sui juris Baku | Mission sui juris Baku | Mission sui juris Baku | Mission sui juris Baku | Mission sui juris Baku | Mission sui juris Baku | Mission sui juris Baku |
| ------------------------------------ | ---------------------- | ---------------------- | ---------------------- | ---------------------- | ---------------------- | ---------------------- | ---------------------- | ---------------------- | ---------------------- | ---------------------- | ---------------------- |
| 2000                                 | 150                    |                        |                        | 3                      | 3                      |                        | 50                     |                        |                        |                        | 1                      |
| 2001                                 | 120                    | 7.558.000              | 0,0                    | 2                      |                        | 2                      | 60                     |                        | 3                      |                        | 1                      |
| 2002                                 | 200                    | 7.558.000              | 0,0                    | 2                      |                        | 2                      | 100                    |                        | 3                      |                        | 1                      |
| 2003                                 | 250                    | 7.558.000              | 0,0                    | 2                      |                        | 2                      | 125                    |                        | 3                      |                        | 1                      |
| 2010                                 | 498                    | 9.000.000              | 0,0                    | 5                      |                        | 5                      | 99                     |                        | 7                      | 5                      | 1                      |
| Apostolische Präfektur Aserbaidschan |                        |                        |                        |                        |                        |                        |                        |                        |                        |                        |                        |
| 2014                                 | 540                    | 9.400.000              | 0,0                    | 6                      |                        | 6                      | 90                     |                        | 10                     | 4                      | 1                      |
| 2017                                 | 580                    | 9.800.000              | 0,0                    | 6                      |                        | 6                      | 96                     |                        | 10                     | 7                      | 1                      |
| 2020                                 | 600                    | 10.000.000             | 0,0                    | 6                      | 1                      | 5                      | 100                    |                        | 8                      | 9                      | 1                      |
| 2022                                 | 600                    | 10.000.000             | 0,0                    | 7                      | 2                      | 5                      | 85                     |                        | 8                      | 9                      | 2                      |